# Magyarország az 1988. évi nyári olimpiai játékokon
Magyarország a dél-koreai Szöulban megrendezett 1988. évi nyári olimpiai játékok egyik részt vevő nemzete volt, 188 sportoló képviselte. A megnyitóünnepségen a magyar zászlót Vaskuti István olimpiai bajnok kenus vitte.
A magyar csapat nyolc sportágban összesen 23 – 11 arany-, 6 ezüst- és 6 bronz- – érmet szerzett. A legeredményesebb magyarországi versenyző Darnyi Tamás úszó volt. Az aranyérmek száma az 1968-as mexikói olimpia óta először haladta meg a tízet, de a megszerzett érmek száma és a pontszerző helyezések száma is csökkent az 1980-as moszkvai olimpiához viszonyítva.

## Érmesek
| Érem  | Versenyző                                                                  | Sportág       | Versenyszám                |
| ----- | -------------------------------------------------------------------------- | ------------- | -------------------------- |
| Arany | Sike András                                                                | Birkózás      | Kötöttfogás, 57 kg         |
| Arany | Gyulay Zsolt                                                               | Kajak-kenu    | Férfi kajak egyes 500 m    |
| Arany | Gyulay Zsolt Csipes Ferenc Hódosi Sándor Ábrahám Attila                    | Kajak-kenu    | Férfi kajak négyes 1000 m  |
| Arany | Martinek János                                                             | Öttusa        | Egyéni                     |
| Arany | Martinek János Mizsér Attila Fábián László                                 | Öttusa        | Csapat                     |
| Arany | Borkai Zsolt                                                               | Torna         | Férfi lólengés             |
| Arany | Szabó József                                                               | Úszás         | Férfi 200 m mell           |
| Arany | Darnyi Tamás                                                               | Úszás         | Férfi 200 m vegyes         |
| Arany | Darnyi Tamás                                                               | Úszás         | Férfi 400 m vegyes         |
| Arany | Egerszegi Krisztina                                                        | Úszás         | Női 200 m hát              |
| Arany | Nébald György Szabó Bence Bujdosó Imre Gedővári Imre Csongrádi László      | Vívás         | Férfi kard, csapat         |
| Ezüst | Komáromi Tibor                                                             | Birkózás      | Kötöttfogás, 82 kg         |
| Ezüst | Géczi Erika Mészáros Erika Rakusz Éva Kőbán Rita                           | Kajak-kenu    | Női kajak négyes 500 m     |
| Ezüst | Messzi István                                                              | Súlyemelés    | 82,5 kg                    |
| Ezüst | Jacsó József                                                               | Súlyemelés    | 110 kg                     |
| Ezüst | Güttler Károly                                                             | Úszás         | Férfi 100 m mell           |
| Ezüst | Egerszegi Krisztina                                                        | Úszás         | Női 100 m hát              |
| Bronz | Isaszegi Róbert                                                            | Ökölvívás     | Papírsúly                  |
| Bronz | Ábrahám Attila Csipes Ferenc                                               | Kajak-kenu    | Férfi kajak kettes 500 m   |
| Bronz | Kovács Zoltán                                                              | Sportlövészet | Férfi gyorstüzelő pisztoly |
| Bronz | Záhonyi Attila                                                             | Sportlövészet | Férfi sportpuska fekvő     |
| Bronz | Érsek Zsolt Szekeres Pál Szelei István Busa István Gátai Róbert            | Vívás         | Férfi tőr, csapat          |
| Bronz | Jánosi Zsuzsa Stefanek Gertrúd Szőcs Zsuzsanna Tuschák Katalin Kovács Edit | Vívás         | Női tőr, csapat            |

## További magyar pontszerzők

### 4. helyezettek
| Név | Sportág       | Versenyszám         |
| --- | ------------- | ------------------- |
| Klampár Tibor | Asztalitenisz | egyes               |
| Bíró László | Birkózás      | szabadfogás, 52 kg  |
| Bódi Jenő | Birkózás      | kötöttfogás, 62 kg  |
| Klauz László | Birkózás      | szabadfogás, 130 kg |
| Takács János | Birkózás      | kötöttfogás, 74 kg  |
| Tóth Gábor | Birkózás      | szabadfogás, 90 kg  |
| Szabó Attila | Kajak-kenu    | kenu egyes, 500 m   |
| Kőbán Rita | Kajak-kenu    | kajak egyes, 500 m  |
| Mészáros Erika Rakusz Éva | Kajak-kenu    | kajak kettes, 500 m |
| Bíró Imre Bordás József Csicsai Ottó Fodor János Gyurka János Hoffman László Iváncsik Mihály Kovács Mihály Kovács Péter Marosi László Oross Tibor Sibalin Jakab Szabó László Tóth Géza | Kézilabda     | férfi csapat        |
| Mizsér Attila | Öttusa        | egyéni              |
| Bökfi János | Súlyemelés    | 100 kg              |
| Szabó József | Úszás         | 400 m vegyes        |
| Jánosi Zsuzsa | Vívás         | tőr egyéni          |

### 5. helyezettek
| Név | Sportág       | Versenyszám         |
| --- | ------------- | ------------------- |
| Klauz László | Birkózás      | kötöttfogás, 130 kg |
| Bujkó Tamás | Cselgáncs     | 65 kg               |
| Dubovszky István | Cselgáncs     | +95 kg              |
| Hajtós Bertalan | Cselgáncs     | 71 kg               |
| Erős Lajos | Ökölvívás     | 81 kg               |
| Doleschall András | Sportlövészet | futóvadlövés        |
| Ferencz Ágnes | Sportlövészet | női sportpisztoly   |
| Buda Attila | Súlyemelés    | 90 kg               |
| Storczer Beáta | Torna–rsg     | női talaj           |
| Debnár Tamás | Úszás         | 100 m mell          |
| Érsek Zsolt | Vívás         | tőr egyéni          |
| Nébald György | Vívás         | kard egyéni         |
| Bujka Gábor Gyöngyösi András Keszthelyi Tibor Kósz Zoltán Kuna Péter Mohi Zoltán Pardi Tibor Petőváry Zsolt Pintér István Schmiedt Gábor Tóth Imre Tóth László Vincze Balázs | Vízilabda     | férfi csapat        |

### 6. helyezettek
| Név                                                                               | Sportág       | Versenyszám               |
| --------------------------------------------------------------------------------- | ------------- | ------------------------- |
| Gécsek Tibor                                                                      | Atlétika      | kalapácsvetés             |
| Szalma László                                                                     | Atlétika      | távolugrás                |
| Nagy Béla                                                                         | Birkózás      | szabadfogás, 57 kg        |
| Pulai Imre                                                                        | Kajak-kenu    | Férfi kenu egyes 1000 m   |
| Sarusi Kis János Vaskuti István                                                   | Kajak-kenu    | kenu kettes, 500 m        |
| Karácsony Gyula                                                                   | Sportlövészet | szabadpisztoly            |
| Solti Attila                                                                      | Sportlövészet | futóvadlövés              |
| Záhonyi Attila                                                                    | Sportlövészet | légpuska                  |
| Borkai Zsolt Fajkusz Csaba Guczoghy György Horváth Zsolt Paprika Jenő Tóth Balázs | Torna         | torna összetett csapat    |
| Sinkó Andrea                                                                      | Torna         | ritmikus sportgimnasztika |
| Fábián László Hegedűs Ferenc Kolczonay Ernő Pásztor Szabolcs Székely Zoltán       | Vívás         | párbajtőr csapat          |
| Stefanek Gertrúd                                                                  | Vívás         | tőr egyéni                |

## Eredményesség sportáganként
A magyar csapat tizennégy sportágban összesen 211 olimpiai pontot szerzett. Az egyes sportágak eredményessége, illetve az induló versenyzők száma a következő:
(kiemelve az egyes számoszlopok legmagasabb értéke, vagy értékei)
| Sportág, szakág | Helyezések száma | Helyezések száma | Helyezések száma | Helyezések száma | Helyezések száma | Helyezések száma | Olimpiai pont | Indulók száma | Indulók száma | Indulók száma |
| Sportág, szakág |                  |                  |                  | 4.               | 5.               | 6.               | Olimpiai pont | Férfi         | Nő            | Össz.         |
| Asztalitenisz   | 0                | 0                | 0                | 1                | 0                | 0                | 3             | 3             | 2             | 5             |
| Atlétika        | 0                | 0                | 0                | 0                | 0                | 2                | 2             | 12            | 3             | 15            |
| Birkózás        | 1                | 1                | 0                | 5                | 1                | 1                | 30            | 18            | 0             | 18            |
| Cselgáncs       | 0                | 0                | 0                | 0                | 3                | 0                | 6             | 7             | 0             | 7             |
| Evezés          | 0                | 0                | 0                | 0                | 0                | 0                | 0             | 4             | 4             | 8             |
| Kajak-kenu      | 2                | 1                | 1                | 3                | 0                | 2                | 34            | 12            | 4             | 16            |
| Kerékpározás    | 0                | 0                | 0                | 0                | 0                | 0                | 0             | 1             | 0             | 1             |
| Kézilabda       | 0                | 0                | 0                | 1                | 0                | 0                | 3             | 14            | 0             | 14            |
| Ökölvívás       | 0                | 0                | 1                | 0                | 1                | 0                | 6             | 9             | 0             | 9             |
| Öttusa          | 2                | 0                | 0                | 1                | 0                | 0                | 17            | 3             | 0             | 3             |
| Sportlövészet   | 0                | 0                | 2                | 0                | 2                | 3                | 15            | 11            | 4             | 15            |
| Súlyemelés      | 0                | 2                | 0                | 1                | 1                | 0                | 15            | 10            | 0             | 10            |
| Tenisz          | 0                | 0                | 0                | 0                | 0                | 0                | 0             | 2             | 0             | 2             |
| Torna–rsg       | 1                | 0                | 0                | 0                | 1                | 2                | 11            | 6             | 8             | 14            |
| Úszás           | 4                | 2                | 0                | 1                | 1                | 0                | 43            | 10            | 6             | 16            |
| Vitorlázás      | 0                | 0                | 0                | 0                | 0                | 0                | 0             | 3             | 0             | 3             |
| Vívás           | 1                | 0                | 2                | 1                | 2                | 2                | 24            | 15            | 5             | 20            |
| Vízilabda       | 0                | 0                | 0                | 0                | 1                | 0                | 2             | 13            | 0             | 13            |
|                 |                  |                  |                  |                  |                  |                  |               |               |               |               |
| Összesen        | 11               | 6                | 6                | 14               | 13               | 12               | 211           | 152           | 36            | 188           |

- Fábián László öttusában és vívásban is indult.

## Asztalitenisz
Férfi
| Versenyző                   | Versenyszám | Csoportkör | Csoportkör | Nyolcaddöntő                                                | Negyeddöntő                                                                      | Elődöntő                                                                                       | Döntő                                                                                                 | Helyezés |
| Versenyző                   | Versenyszám | Ellenfél Eredmény | Hely.      | Ellenfél Eredmény                                           | Ellenfél Eredmény                                                                | Ellenfél Eredmény                                                                              | Ellenfél Eredmény                                                                                     | Helyezés |
| --------------------------- | ----------- | --- | ---------- | ----------------------------------------------------------- | -------------------------------------------------------------------------------- | ---------------------------------------------------------------------------------------------- | --- | -------- |
| Klampár Tibor               | Egyes       | A csoport · Carlos Kawai (BRA) · 3:0 · Csiang Csia-liang (Jiang Jialiang) (CHN) · 1:3 · Lotfi Joudi (TUN) · 3:0 · Jean-Philippe Gatien (FRA) · 3:2 · Alan Cooke (GBR) · 3:1 · Jean-Michel Saive (BEL) · 3:2 · Sean O'Neill (USA) · 3:0 | 2.         | Yi Ding (AUT) · 21–6, 21–14, 16–21, 21–11                   | Csen Lung-can (Chen Longcan) (CHN) · 21–19, 7–21, 11–21, 21–19, 21–19            | Kim Van (Kim Wan) (KOR) · 18–21, 9–21, 14–21                                                   | Bronzmérkőzés · Erik Lindh (SWE) · 21–14, 17–21, 17–21, 16–21                                         | 4.       |
| Harczi Zsolt                | Egyes       | C csoport · Vu Ven-csia (Wu Wen-Chia) (TPE) · 3:1 · Alain Choo Choy (MRI) · 3:0 · Yomi Bankole (NGR) · 2:3 · Abdul Wahab Ali (IRQ) · 3:0 · Yi Ding (AUT) · 0:3 · Csen Lung-can (Chen Longcan) (CHN) · 0:3 · Lou Chűn-szung (Lo Chuen Tsung) (HKG) · 0:3 | 5.         | kiesett                                                     | kiesett                                                                          | kiesett                                                                                        | kiesett                                                                                               | 33.      |
| Klampár Tibor Kriston Zsolt | Páros       | A csoport · Nagy-Britannia (GBR) · Alan Cooke · Carl Prean · 0:2 · Tunézia (TUN) · Mourad Sta · Sofiane Ben Letaief · 2:1 · India (IND) · Kamlesh Mehta · Sujay Ghorpade · 2:1 · Hongkong (HKG) · Chan Chi Ming · Liu Fuk Man · 2:0 · Kína (CHN) · Csen Lung-can (Chen Longcan) · Iszeki Szeikó · 1:2 · Svédország (SWE) · Erik Lindh · Jörgen Persson · 0:2 · Japán (JPN) · Ono Szeidzsi · Mijazaki Josihito · 2:1                                                                                                   | 5.         |                                                             | kiesett                                                                          | kiesett                                                                                        | kiesett                                                                                               | 17.      |
| Urbán Edit                  | Egyes       | A csoport · Diana Gee (USA) · 3:0 · Csiao Cse-min (Jiao Zhimin) (CHN) · 1:3 · Blanca Alejo (DOM) · 3:0 · Olena Kovtun (URS) · 3:0 · Mariann Domonkos (CAN) · 3:0 | 2.         | Bettine Vriesekoop (NED) · 7–21, 21–19, 15–21, 21–18, 18–21 | kiesett                                                                          | kiesett                                                                                        | kiesett                                                                                               | 9.       |
| Bátorfi Csilla              | Egyes       | H csoport · Mirjam Hooman-Kloppenburg (NED) · 2:3 · Iyabo Akanmu (NGR) · 3:0 · Jacqueline Díaz (CHI) · 3:0 · Hong Cshaok (Hong Cha-Ok) (KOR) · 3:1 · Olga Nemes (FRG) · 2:3 | 4.         | kiesett                                                     | kiesett                                                                          | kiesett                                                                                        | kiesett                                                                                               | 25.      |
| Bátorfi Csilla Urbán Edit   | Páros       | A csoport · Tajvan (TPE) · Csang Hsziu-jü (Chang Hsiu-Yu) · Lin Li-zsu (Lin Li-Ju) · 2:1 · Hongkong (HKG) · Höü Szou-hung (Hui So Hung) · Mók Khá-szá (Mok Ka Sha) · 2:0 · Nigéria (NGR) · Iyabo Akanmu · Kuburat Owolabi · 2:0 · Dél-Korea (KOR) · Hjon Dzsonghva (Hyeon Jeong-Hwa) · Jang Jongdzsa (Yang Yeong-Ja) · 0:2 · Szovjetunió (URS) · Flyura Bulatova-Abbate · Olena Kovtun · 1:2 · Jugoszlávia (YUG) · Gordana Perkučin · Jasna Fazlić-Reed · 0:2 · Ausztrália (AUS) · Kerri Tepper · Nadia Bisiach · 2:1 | 4.         |                                                             | Kína (CHN) · Csen Csing (Chen Jing) · Csiao Cse-min (Jiao Zhimin) · 10–21, 14–21 | Az 5–8. helyért · Csehszlovákia (TCH) · Marie Hrachová · Renata Kasalová · 22–20, 12–21, 16–21 | A 7. helyért · Hollandia (NED) · Bettine Vriesekoop · Mirjam Hooman-Kloppenburg · 18–21, 23–21, 17–21 | 8.       |

## Atlétika
Férfi
| Versenyző                                              | Versenyszám     | Előfutam | Előfutam | Előfutam | Negyeddöntő | Negyeddöntő | Negyeddöntő | Elődöntő | Elődöntő | Elődöntő | Döntő         | Döntő         |
| Versenyző                                              | Versenyszám     | Idő      | Hely.    | Össz.    | Idő         | Hely.       | Össz.       | Idő      | Hely.    | Össz.    | Idő           | Helyezés      |
| ------------------------------------------------------ | --------------- | -------- | -------- | -------- | ----------- | ----------- | ----------- | -------- | -------- | -------- | ------------- | ------------- |
| Tatár István                                           | 100 m           | 10,52    | 5.       | 35.*     | 10,68       | 7.          | 43.         | kiesett  | kiesett  | kiesett  | kiesett       | kiesett       |
| Fetter György                                          | 100 m           | 10,54    | 4.       | 38.*     | 10,55       | 8.          | 36.**       | kiesett  | kiesett  | kiesett  | kiesett       | kiesett       |
| Kovács Attila                                          | 100 m           | 10,39    | 2.       | 14.*     | 10,27       | 4.          | 11.         | 10,31    | 4.       | 8.       | kiesett       | kiesett       |
| Kovács Attila                                          | 200 m           | 20,98    | 3.       | 17.**    | 21,19       | 5.          | 29.         | kiesett  | kiesett  | kiesett  | kiesett       | kiesett       |
| Bakos György                                           | 110 m gát       | 13,94    | 4.       | 15.      | 18,02       | 8.          | 32.         | kiesett  | kiesett  | kiesett  | kiesett       | kiesett       |
| Bakos György Karaffa László Tatár István Kovács Attila | 4 × 100 m váltó | 39,12    | 1.       | 4.       |             |             |             | 38,84    | 3.       | 7.       | 39,19         | 8.            |
| Urbanik Sándor                                         | 20 km gyaloglás |          |          |          |             |             |             |          |          |          | 1:23:18       | 21.           |
| Urbanik Sándor                                         | 50 km gyaloglás |          |          |          |             |             |             |          |          |          | nem ért célba | nem ért célba |

| Versenyző      | Versenyszám   | Selejtező | Selejtező | Döntő    | Döntő    |
| Versenyző      | Versenyszám   | Eredmény  | Helyezés  | Eredmény | Helyezés |
| -------------- | ------------- | --------- | --------- | -------- | -------- |
| Bagyula István | Rúdugrás      | 540 cm    | 9.*****   | 560 cm   | 7.       |
| Szalma László  | Távolugrás    | 792 cm    | 6.        | 800 cm   | 6.       |
| Gécsek Tibor   | Kalapácsvetés | 77,12 m   | 8.        | 78,36 m  | 6.       |
| Szitás Imre    | Kalapácsvetés | 76,24 m   | 12.       | 77,04 m  | 7.       |
| Vida József    | Kalapácsvetés | 74,30 m   | 15.       | kiesett  | kiesett  |

| Versenyző   | Versenyszám | 100 m | 100 m | Távolugrás | Távolugrás | Súlylökés | Súlylökés | Magasugrás | Magasugrás | 400 m | 400 m | 110 m gát | 110 m gát | Diszkoszvetés | Diszkoszvetés | Rúdugrás | Rúdugrás | Gerelyhajítás | Gerelyhajítás | 1500 m  | 1500 m | Végeredmény | Végeredmény |
| Versenyző   | Versenyszám | Idő   | Pont  | Eredmény   | Pont       | Eredmény  | Pont      | Eredmény   | Pont       | Idő   | Pont  | Idő       | Pont      | Eredmény      | Pont          | Eredmény | Pont     | Eredmény      | Pont          | Idő     | Pont   | Pont        | Helyezés    |
| ----------- | ----------- | ----- | ----- | ---------- | ---------- | --------- | --------- | ---------- | ---------- | ----- | ----- | --------- | --------- | ------------- | ------------- | -------- | -------- | ------------- | ------------- | ------- | ------ | ----------- | ----------- |
| Szabó Dezső | Tízpróba    | 11,02 | 856   | 729 cm     | 883        | 12,92 m   | 662       | 206 cm     | 859        | 48,23 | 898   | 14,96     | 854       | 39,54 m       | 655           | 500 cm   | 910      | 56,80 m       | 690           | 4:17,85 | 826    | 8093        | 13.         |

Női
| Versenyző           | Versenyszám | Előfutam      | Előfutam      | Előfutam      | Döntő   | Döntő    |
| Versenyző           | Versenyszám | Idő           | Hely.         | Össz.         | Idő     | Helyezés |
| ------------------- | ----------- | ------------- | ------------- | ------------- | ------- | -------- |
| Fazekas-Veréb Erika | 10 000 m    | nem ért célba | nem ért célba | nem ért célba | kiesett | kiesett  |
| Szabó Karolina      | Maraton     |               |               |               | 2:32:26 | 13.      |

| Versenyző       | Versenyszám   | Selejtező | Selejtező | Döntő    | Döntő    |
| Versenyző       | Versenyszám   | Eredmény  | Helyezés  | Eredmény | Helyezés |
| --------------- | ------------- | --------- | --------- | -------- | -------- |
| Malovecz Zsuzsa | Gerelyhajítás | 64,30 m   | 6.        | 54,58 m  | 12.      |

* - egy másik versenyzővel azonos eredményt ért el

** - két másik versenyzővel azonos eredményt ért el

***** - öt másik versenyzővel azonos eredményt ért el

## Birkózás
Kötöttfogású
| Versenyző      | Versenyszám | Vigaszágas kiesés | Vigaszágas kiesés | Helyosztók                      | Helyosztók                         | Bronz- mérkőzés                              | Döntő                                   | Helyezés    |
| Versenyző      | Versenyszám | Vigaszágas kiesés | Vigaszágas kiesés | 7. helyért                      | 5. helyért                         | Bronz- mérkőzés                              | Döntő                                   | Helyezés    |
| Versenyző      | Versenyszám | Ellenfél Eredmény | Hely.             | Ellenfél Eredmény               | Ellenfél Eredmény                  | Ellenfél Eredmény                            | Ellenfél Eredmény                       | Helyezés    |
| -------------- | ----------- | --- | ----------------- | ------------------------------- | ---------------------------------- | -------------------------------------------- | --------------------------------------- | ----------- |
| Faragó József  | 48 kg       | B csoport · Kvon Dogjong (Gwon Deog-Yong) (KOR) · 0–1 · a 2. fordulóban erőnyerő · Andrzej Głąb (POL) · passzivitás                                                                                                  | 6.                | kiesett                         | kiesett                            | kiesett                                      | kiesett                                 | helyezetlen |
| Vadász Csaba   | 52 kg       | B csoport · Roman Kierpacz (POL) · 0–10 · Lamachi Elimu (KEN) · kétvállas · Jon Rønningen (NOR) · 0–6 | 6.                | kiesett                         | kiesett                            | kiesett                                      | kiesett                                 | helyezetlen |
| Sike András    | 57 kg       | B csoport · Nakadome Sundzsi (JPN) · 6–0 · Jang Csang-ling (Yang Changling) (CHN) · kétvállas · Rifat Yildiz (FRG) · passzivitás · Ghazi Salah (IRQ) · 16–0                                                          | 1.                |                                 |                                    |                                              | Sztojan Balov (BUL) · feladta (sérülés) |             |
| Bódi Jenő      | 62 kg       | B csoport · Zsivko Vangelov (BUL) · 0–1 · Nisigucsi Sigeki (JPN) · 7–0 · Hugo Dietsche (SUI) · 4–1 · Peter Behl (FRG) · 10–1                                                                                         | 2.                |                                 |                                    | An Dehjon (An Dae-Hyeon) (KOR) · passzivitás |                                         | 4.          |
| Repka Attila   | 68 kg       | B csoport · az 1. fordulóban erőnyerő · Jerzy Kopański (POL) · 0–4 · Georgi Karamanliev (BUL) · passzivitás · Sümer Koçak (TUR) · passzivitás · Petrică Cărare (ROU) · 0–1                                           | 4.                | Morten Brekke (NOR) · 5–6       |                                    |                                              |                                         | 8.          |
| Takács János   | 74 kg       | B csoport · Jaroslav Zeman (TCH) · 5–2 · a 2. fordulóban erőnyerő · Abdel Aziz Tahir (MAR) · 7–1 · Roger Tallroth (SWE) · passzivitás · Martial Mischler (FRA) · 4–1 · Daulet Turlihanov (URS) · 0–10                | 2.                |                                 |                                    | Józef Tracz (POL) · 0–2                      |                                         | 4.          |
| Komáromi Tibor | 82 kg       | A csoport · Roger Gößner (FRG) · passzivitás · Pavel Frinta (TCH) · kizárták · Moustafa Ramada Hussain (EGY) · 17–0 · Angel Sztojkov (BUL) · 6–1 · Magnus Fredriksson (SWE) · passzivitás · Stig Kleven (NOR) · 10–0 | 1.                |                                 |                                    |                                              | Mihail Mamiasvili (URS) · 1–10          |             |
| Major Sándor   | 90 kg       | B csoport · Om Dzsinhan (Eom Jin-Han) (KOR) · 3–0 · Harri Koskela (FIN) · 2–3 · Olaf Koschnitzke (GDR) · 13–9 · Vlagyimir Popov (URS) · 0–4                                                                          | 6.                | kiesett                         | kiesett                            | kiesett                                      | kiesett                                 | helyezetlen |
| Gáspár Tamás   | 100 kg      | B csoport · Floriano Spiess (BRA) · 15–0 · Ilija Georgiev (BUL) · 2–1 · Gerhard Himmel (FRG) · kétvállas | 4.                | Guram Gedehauri (URS) · sérülés |                                    |                                              |                                         | 8.          |
| Klauz László   | 130 kg      | A csoport · Fritz Gerdsmeier (FRG) · passzivitás · Alekszandr Karelin (URS) · passzivitás · Duane Koslowski (USA) · 2–0 · Tomas Johansson (SWE) · 1–2                                                                | 3.                |                                 | Degucsi Kazuja (JPN) · passzivitás |                                              |                                         | 5.          |

Szabadfogású
| Versenyző        | Versenyszám | Vigaszágas kiesés | Vigaszágas kiesés | Helyosztók        | Helyosztók                  | Bronz- mérkőzés                      | Döntő             | Helyezés    |
| Versenyző        | Versenyszám | Vigaszágas kiesés | Vigaszágas kiesés | 7. helyért        | 5. helyért                  | Bronz- mérkőzés                      | Döntő             | Helyezés    |
| Versenyző        | Versenyszám | Ellenfél Eredmény | Hely.             | Ellenfél Eredmény | Ellenfél Eredmény           | Ellenfél Eredmény                    | Ellenfél Eredmény | Helyezés    |
| ---------------- | ----------- | --- | ----------------- | ----------------- | --------------------------- | ------------------------------------ | ----------------- | ----------- |
| Bíró László      | 52 kg       | B csoport · Florentino Tirante (PHI) · kétvállas · Kuldeep Singh (IND) · 11–5 · Nguyễn Kim Hương (VIE) · passzivitás · Herbert Tutsch (FRG) · kétvállas · Kim Dzsongo (Kim Jong-O) (KOR) · 8–4 · Szató Micuru (JPN) · kétvállas         | 2.                |                   |                             | Volodimir Tohuzov (URS) · 1–14       |                   | 4.          |
| Nagy Béla        | 57 kg       | A csoport · Vinod Kumar (IND) · kétvállas · Jozef Schwendtner (TCH) · 6–3 · Barry Davis (USA) · kétvállas · Lawrence Holmes (CAN) · kétvállas · Ahmet Ak (TUR) · 4–11 · a 6. fordulóban erőnyerő · Szergej Beloglazov (URS) · kétvállas | 3.                |                   | Valentin Ivanov (BUL) · 3–5 |                                      |                   | 6.          |
| Orbán József     | 62 kg       | A csoport · John Smith (USA) · 4–11 · Kazuhito Sakae (JPN) · 4–5 | 11.               | kiesett           | kiesett                     | kiesett                              | kiesett           | helyezetlen |
| Podolszki Attila | 68 kg       | B csoport · Nate Carr (USA) · 1–16 · a 2. fordulóban erőnyerő · Fevzi Şeker (TUR) · sérülés | 9.                | kiesett           | kiesett                     | kiesett                              | kiesett           | helyezetlen |
| Nagy János       | 74 kg       | B csoport · Alfonso Jessel (MEX) · 14–1 · Jun Gjongdzse (Yun Gyeong-Jae) (KOR) · 3–9 · Kenny Monday (USA) · 2–3 | 8.                | kiesett           | kiesett                     | kiesett                              | kiesett           | helyezetlen |
| Dvorák László    | 82 kg       | B csoport · Necmi Gençalp (TUR) · kétvállas · Hans Gstöttner (GDR) · 0–4 | 12.               | kiesett           | kiesett                     | kiesett                              | kiesett           | helyezetlen |
| Tóth Gábor       | 90 kg       | A csoport · Subhash Verma (IND) · 11–4 · Jim Scherr (USA) · 1–3 · Graeme English (GBR) · 10–0 · Abdul Majeed (PAK) · 6–2 · Iraklísz Deszkulídisz (GRE) · 4–0 · Óta Akira (JPN) · 5–4                                                    | 2.                |                   |                             | Kim Theu (Kim Tae-U) (KOR) · 0–1     |                   | 4.          |
| Robotka István   | 100 kg      | B csoport · Noel Loban (GBR) · 0–8 · Alesana Sione (ASA) · kizárták · Babacar Sar (MTN) · kétvállas · Vasile Puşcaşu (ROU) · 4–5 | 5.                | kiesett           | kiesett                     | kiesett                              | kiesett           | helyezetlen |
| Klauz László     | 130 kg      | B csoport · Miroslav Luberda (TCH) · 16–0 · Atanasz Atanaszov (BUL) · passzivitás · Obata Hirojuki (JPN) · kétvállas · a 4. fordulóban erőnyerő · Davit Gobedzsisvili (URS) · 0–6                                                       | 2.                |                   |                             | Andreas Schröder (GDR) · passzivitás |                   | 4.          |

## Cselgáncs
| Versenyző         | Versenyszám  | Csoport | Selejtező                               | 32-es főtábla                                       | Nyolcaddöntő                             | Negyeddöntő                            | Elődöntő                                       | Vigaszág nyolcaddöntő | Vigaszág negyeddöntő                | Vigaszág elődöntő                      | Bronz- mérkőzés                           | Döntő             | Helyezés |
| Versenyző         | Versenyszám  | Csoport | Ellenfél Eredmény                       | Ellenfél Eredmény                                   | Ellenfél Eredmény                        | Ellenfél Eredmény                      | Ellenfél Eredmény                              | Ellenfél Eredmény     | Ellenfél Eredmény                   | Ellenfél Eredmény                      | Ellenfél Eredmény                         | Ellenfél Eredmény | Helyezés |
| ----------------- | ------------ | ------- | --------------------------------------- | --------------------------------------------------- | ---------------------------------------- | -------------------------------------- | ---------------------------------------------- | --------------------- | ----------------------------------- | -------------------------------------- | ----------------------------------------- | ----------------- | -------- |
| Csák József       | Légsúly      | A       | Marino Cattedra (ITA) · 0110–0010       | Haldun Efemgil (TUR) · 0001–0000                    | Ali Idir (ALG) · 0004–0000               | Patrick Roux (FRA) · 0000–1001         | kiesett                                        |                       |                                     |                                        |                                           |                   | 12.      |
| Bujkó Tamás       | Harmatsúly   | B       | Víctor Rivera (PUR) · 0010 (bírói)–0010 | Mamadou Keita (MLI) · 1000–0100                     | Eduardo Landazury (COL) · 1101–0000      | Pavel Petřikov (TCH) · 1000–0000       | I Gjonggun (Lee Gyeong-Geun) (KOR) · 0000–1111 |                       |                                     |                                        | Bruno Carabetta (FRA) · 0000–0000 (bírói) |                   | 5.       |
| Hajtós Bertalan   | Könnyűsúly   | B       | Babacar Dione (SEN) · 1010–0000         | Zsu Hsziang-hung (Ju Hsiang-Hung) (TPE) · 0001–0000 | Marc Alexandre (FRA) · 0000–0000 (bírói) |                                        |                                                |                       | Ousmane Camara (MLI) · 1000–0000    | Joaquín Ruiz (ESP) · 0002–0000         | Giorgi Tenadze (URS) · 0000–1000          |                   | 5.       |
| Németh Károly     | Váltósúly    | B       | Walid Mohamed Hussain (EGY) · 0000–0001 | kiesett                                             | kiesett                                  | kiesett                                | kiesett                                        |                       |                                     |                                        |                                           |                   | 34.      |
| Gyáni János       | Középsúly    | A       | erőnyerő                                | Franch Casadei (SMR) · 0200–0000                    | Georgi Petrov (BUL) · 1000–0000          | Ben Spijkers (NED) · 0000–0000 (bírói) | kiesett                                        |                       |                                     |                                        |                                           |                   | 11.      |
| Varga István      | Félnehézsúly | B       |                                         | erőnyerő                                            | Jiří Sosna (TCH) · 0000–1000             | kiesett                                | kiesett                                        |                       |                                     |                                        |                                           |                   | 12.      |
| Dubrovszky István | Nehézsúly    | B       |                                         | erőnyerő                                            | Henry Stöhr (GDR) · 0000–1000            |                                        |                                                |                       | Benjamin McMurray (PHI) · 1000–0000 | Juha Salonen (FIN) · 0000 (bírói)–0000 | Grigorij Vericsev (URS) · 0000–0010       |                   | 5.       |

## Evezés
Férfi
| Versenyző                                               | Versenyszám   | Előfutam | Előfutam | Vigaszág | Vigaszág | Elődöntő | Elődöntő | Döntő | Döntő   | Döntő | Helyezés |
| Versenyző                                               | Versenyszám   | Idő      | Hely.    | Idő      | Hely.    | Idő      | Hely.    | Típus | Idő     | Hely. | Helyezés |
| ------------------------------------------------------- | ------------- | -------- | -------- | -------- | -------- | -------- | -------- | ----- | ------- | ----- | -------- |
| Dózsa Ferenc Hompóth Ferenc Mitring Gábor Molnár Zoltán | Négypárevezős | 5:51,75  | 3.       | erőnyerő | erőnyerő | 5:58,23  | 6.       | B     | 5:58,37 | 4.    | 10.      |

Női
| Versenyző                                                | Versenyszám   | Előfutam | Előfutam | Vigaszág | Vigaszág | Döntő | Döntő   | Döntő | Helyezés |
| Versenyző                                                | Versenyszám   | Idő      | Hely.    | Idő      | Hely.    | Típus | Idő     | Hely. | Helyezés |
| -------------------------------------------------------- | ------------- | -------- | -------- | -------- | -------- | ----- | ------- | ----- | -------- |
| Bertényi Erika Cserey Ildikó Kapócs Anikó Sarlós Katalin | Négypárevezős | 6:47,13  | 5.       | 6:41,24  | 4.       | B     | 6:40,91 | 2.    | 8.       |

## Kajak-kenu

### Síkvízi
Férfi
| Versenyző                                               | Versenyszám         | Előfutam | Előfutam | Előfutam | Vigaszág | Vigaszág | Vigaszág | Elődöntő | Elődöntő | Elődöntő | Döntő   | Döntő    |
| Versenyző                                               | Versenyszám         | Idő      | Hely.    | Össz.    | Idő      | Hely.    | Össz.    | Idő      | Hely.    | Össz.    | Idő     | Helyezés |
| ------------------------------------------------------- | ------------------- | -------- | -------- | -------- | -------- | -------- | -------- | -------- | -------- | -------- | ------- | -------- |
| Gyulay Zsolt                                            | Kajak egyes 500 m   | 1:41,24  | 1.       | 1.       | erőnyerő | erőnyerő | erőnyerő | 1:41,52  | 1.       | 1.       | 1:44,82 |          |
| Csipes Ferenc                                           | Kajak egyes 1000 m  | 3:41,87  | 1.       | 2.       | erőnyerő | erőnyerő | erőnyerő | 3:40,17  | 2.       | 3.       | 4:00,30 | 9.       |
| Ábrahám Attila Csipes Ferenc                            | Kajak kettes 500 m  | 1:32,83  | 1.       | 2.       | erőnyerő | erőnyerő | erőnyerő | 1:34,00  | 1.       | 3.       | 1:34,32 |          |
| Helyi Tibor Rajna András                                | Kajak kettes 1000 m | 3:26,00  | 3.       | 7.       | erőnyerő | erőnyerő | erőnyerő | 3:24,24  | 2.       | 2.       | 3:43,43 | 9.       |
| Gyulay Zsolt Csipes Ferenc Hódosi Sándor Ábrahám Attila | Kajak négyes 1000 m | 2:58,54  | 1.       | 1.       | erőnyerő | erőnyerő | erőnyerő | 3:07,16  | 1.       | 2.       | 3:00,20 |          |
| Szabó Attila                                            | Kenu egyes 500 m    | 1:54,83  | 1.       | 4.       | erőnyerő | erőnyerő | erőnyerő | 1:55,72  | 2.       | 6.       | 1:59,87 | 4.       |
| Pulai Imre                                              | Kenu egyes 1000 m   | 4:12,18  | 5.       | 9.       | 4:20,50  | 2.       | 2.       | 4:10,79  | 3.       | 8.       | 4:21,86 | 6.       |
| Sarusi Kis János Vaskuti István                         | Kenu kettes 500 m   | 1:43,16  | 3.       | 4.       | erőnyerő | erőnyerő | erőnyerő | 1:45,91  | 1.       | 2.       | 1:44,85 | 6.       |
| Takács Gábor Leikep Gusztáv                             | Kenu kettes 1000 m  | 3:45,50  | 3.       | 3.       | erőnyerő | erőnyerő | erőnyerő | 3:59,08  | 3.       | 12.      | 4:04,18 | 7.       |

Női
| Versenyző                                        | Versenyszám        | Előfutam | Előfutam | Előfutam | Vigaszág | Vigaszág | Vigaszág | Elődöntő | Elődöntő | Elődöntő | Döntő   | Döntő    |
| Versenyző                                        | Versenyszám        | Idő      | Hely.    | Össz.    | Idő      | Hely.    | Össz.    | Idő      | Hely.    | Össz.    | Idő     | Helyezés |
| ------------------------------------------------ | ------------------ | -------- | -------- | -------- | -------- | -------- | -------- | -------- | -------- | -------- | ------- | -------- |
| Kőbán Rita                                       | Kajak egyes 500 m  | 1:57,04  | 1.       | 4.       |          |          |          | 1:57,03  | 2.       | 4.       | 1:57,58 | 4.       |
| Mészáros Erika Rakusz Éva                        | Kajak kettes 500 m | 1:46,54  | 3.       | 3.       | erőnyerő | erőnyerő | erőnyerő | 1:48,94  | 1.       | 2.       | 1:46,58 | 4.       |
| Géczi Erika Mészáros Erika Rakusz Éva Kőbán Rita | Kajak négyes 500 m | 1:36,48  | 1.       | 1.       | erőnyerő | erőnyerő | erőnyerő |          |          |          | 1:41,88 |          |

## Kerékpározás

### Pálya-kerékpározás
Üldözőversenyek
| Versenyző      | Versenyszám  | Selejtező | Selejtező | Nyolcaddöntő                     | Nyolcaddöntő | Negyeddöntő  | Negyeddöntő | Elődöntő     | Elődöntő  | Döntő        | Döntő     | Helyezés |
| Versenyző      | Versenyszám  | Idő       | Hely.     | Ellenfél Idő                     | Saját idő    | Ellenfél Idő | Saját idő   | Ellenfél Idő | Saját idő | Ellenfél Idő | Saját idő | Helyezés |
| -------------- | ------------ | --------- | --------- | -------------------------------- | ------------ | ------------ | ----------- | ------------ | --------- | ------------ | --------- | -------- |
| Somogyi Miklós | Férfi egyéni | 4:49,38   | 15.       | Gintautas Umaras (URS) · 4:35,32 | lekörözték   | kiesett      | kiesett     | kiesett      | kiesett   | kiesett      | kiesett   | kiesett  |

Pontverseny
| Név            | Versenyszám | Selejtező | Selejtező  | Selejtező | Döntő | Döntő      | Döntő    |
| Név            | Versenyszám | Pont      | Körhátrány | Hely.     | Pont  | Körhátrány | Helyezés |
| -------------- | ----------- | --------- | ---------- | --------- | ----- | ---------- | -------- |
| Somogyi Miklós | Férfi       | 12        | 0          | 4.        | 13    | -2         | 10.      |

## Kézilabda

### Férfi
| Magyar férfi kézilabdacsapat-játékoskeret                                                            | Magyar férfi kézilabdacsapat-játékoskeret                                                                      |
| --- | --- |
| - Tóth Géza - Bíró Imre - Sibalin Jakab - Fodor János - Gyurka János - Bordás József - Marosi László | - Kovács Mihály - Iváncsik Mihály - Csicsay Ottó - Kovács Péter - Oross Tibor - Hoffmann László - Szabó László |

#### Eredmények
Csoportkör
B csoport
| Csapat              | M | Gy | D | V | G+  | G–  | Gk  | P |
| ------------------- | - | -- | - | - | --- | --- | --- | - |
| Dél-Korea (KOR)     | 5 | 4  | 0 | 1 | 127 | 117 | +10 | 8 |
| Magyarország (HUN)  | 5 | 3  | 0 | 2 | 102 | 93  | +9  | 6 |
| Csehszlovákia (TCH) | 5 | 3  | 0 | 2 | 109 | 103 | +6  | 6 |
| NDK (GDR)           | 5 | 3  | 0 | 2 | 109 | 100 | +9  | 6 |
| Spanyolország (ESP) | 5 | 2  | 0 | 3 | 101 | 106 | –5  | 4 |
| Japán (JPN)         | 5 | 0  | 0 | 5 | 97  | 126 | –29 | 0 |

- Magyarország, Csehszlovákia és az NDK azonos pontszámmal végzett, a sorrend meghatározásakor a Japán elleni eredményeket nem vették figyelembe.

| 1988. szeptember 20. 11:30 | Magyarország (HUN) | 20–22 | Dél-Korea (KOR) |  |
| 1988. szeptember 20. 11:30 | (9–11)             |       |                 |  |
| 1988. szeptember 20. 11:30 |                    |       |                 |  |

| 1988. szeptember 22. 11:30 | Magyarország (HUN) | 16–19 | Csehszlovákia (TCH) |  |
| 1988. szeptember 22. 11:30 | (6–12)             |       |                     |  |
| 1988. szeptember 22. 11:30 |                    |       |                     |  |

| 1988. szeptember 24. 11:30 | Magyarország (HUN) | 22–19 | Japán (JPN) |  |
| 1988. szeptember 24. 11:30 | (10–11)            |       |             |  |
| 1988. szeptember 24. 11:30 |                    |       |             |  |

| 1988. szeptember 26. 11:30 | Magyarország (HUN) | 26–16 | Spanyolország (ESP) |  |
| 1988. szeptember 26. 11:30 | (14–8)             |       |                     |  |
| 1988. szeptember 26. 11:30 |                    |       |                     |  |

| 1988. szeptember 28. 19:30 | Magyarország (HUN) | 18–17 | NDK (GDR) |  |
| 1988. szeptember 28. 19:30 | (7–9)              |       |           |  |
| 1988. szeptember 28. 19:30 |                    |       |           |  |

Bronzmérkőzés
| 1988. október 1. 15:00 | Jugoszlávia (YUG) | 27–23 | Magyarország (HUN) |  |
| 1988. október 1. 15:00 | (12–13)           |       |                    |  |
| 1988. október 1. 15:00 |                   |       |                    |  |

| Csapat             | Helyezés |
| ------------------ | -------- |
| Magyarország (HUN) | 4.       |

## Műugrás
Női
| Versenyző      | Versenyszám        | Selejtező | Selejtező | Döntő   | Döntő    |
| Versenyző      | Versenyszám        | Pont      | Helyezés  | Pont    | Helyezés |
| -------------- | ------------------ | --------- | --------- | ------- | -------- |
| Haász Katalin  | Egyéni műugrás     | 378,27    | 22.       | kiesett | kiesett  |
| Gerlach Ágnes  | Egyéni műugrás     | 355,14    | 25.       | kiesett | kiesett  |
| Kelemen Ildikó | Egyéni toronyugrás | 355,17    | 12.       | 322,59  | 11.      |

## Ökölvívás
| Versenyző       | Versenyszám  | Selejtező                | 32-es főtábla                 | Nyolcaddöntő                     | Negyeddöntő                    | Elődöntő                     | Döntő             | Helyezés |
| Versenyző       | Versenyszám  | Ellenfél Eredmény        | Ellenfél Eredmény             | Ellenfél Eredmény                | Ellenfél Eredmény              | Ellenfél Eredmény            | Ellenfél Eredmény | Helyezés |
| --------------- | ------------ | ------------------------ | ----------------------------- | -------------------------------- | ------------------------------ | ---------------------------- | ----------------- | -------- |
| Isaszegi Róbert | Papírsúly    | erőnyerő                 | Colin Moore (GUY) · 5:0       | Sadoon Mohamed Aboub (IRQ) · RSC | Chatchai Sasakul (THA) · 3:2   | Michael Carbajal (USA) · 1:4 | kiesett           |          |
| Váradi János    | Légsúly      | erőnyerő                 | Roberto Jalnaiz (PHI) · 4:1   | Andreas Tews (GDR) · 0:5         | kiesett                        | kiesett                      | kiesett           | 9.       |
| Szőke László    | Pehelysúly   | John Wanjau (KEN) · 2:3  | kiesett                       | kiesett                          | kiesett                        | kiesett                      | kiesett           | 33.      |
| Turu István     | Könnyűsúly   | erőnyerő                 | Jean-Paul Bonatou (CMR) · 5:0 | Nergüin Enkhbat (MGL) · RSC      | kiesett                        | kiesett                      | kiesett           | 9.       |
| Szabó Lóránt    | Kisváltósúly | Víctor Pérez (PUR) · 3:2 | Reiner Gies (FRG) · 0:5       | kiesett                          | kiesett                        | kiesett                      | kiesett           | 17.      |
| Bácskai Imre    | Váltósúly    | erőnyerő                 | Laurent Boudouani (FRA) · 1:4 | kiesett                          | kiesett                        | kiesett                      | kiesett           | 17.      |
| Füzesy Zoltán   | Középsúly    | erőnyerő                 | Ahmed Dine (ALG) · 5:0        | Esa Hukkanen (FIN) · 5:0         | Syed Hussain Shah (PAK) · 2:3  | kiesett                      | kiesett           | 5.       |
| Erős Lajos      | Félnehézsúly |                          | erőnyerő                      | Nelson Adams (PUR) · 4:1         | Andrew Maynard (USA) · 0:5     | kiesett                      | kiesett           | 5.       |
| Alvics Gyula    | Nehézsúly    |                          | José Ortega (ESP) · 5:0       | Tom Glesby (CAN) · RSC           | Arnold Vanderlijde (NED) · 0:5 | kiesett                      | kiesett           | 5.       |

RSC – a mérkőzésvezető megállította a mérkőzést

## Öttusa
| Versenyző                                  | Versenyszám | Lovaglás | Lovaglás | Lovaglás | Vívás    | Vívás | Vívás | Úszás   | Úszás | Úszás | Lövészet | Lövészet | Lövészet | Futás    | Futás | Futás | Összesen    | Összesen |
| Versenyző                                  | Versenyszám | Idő      | Pont     | Hely.    | Pontszám | Pont  | Hely. | Idő     | Pont  | Hely. | Eredmény | Pont     | Hely.    | Idő      | Pont  | Hely. | Összes pont | Helyezés |
| ------------------------------------------ | ----------- | -------- | -------- | -------- | -------- | ----- | ----- | ------- | ----- | ----- | -------- | -------- | -------- | -------- | ----- | ----- | ----------- | -------- |
| Martinek János                             | Egyéni      | 1:44,91  | 1066     | 5.       | 45–19    | 990   | 2.    | 3:21,47 | 1264  | 15.   | 188      | 868      | 43.      | 13:03,19 | 1216  | 6.    | 5404        |          |
| Mizsér Attila                              | Egyéni      | 1:37,62  | 1010     | 19.      | 36–28    | 847   | 17.   | 3:29,86 | 1196  | 33.   | 191      | 934      | 22.      | 12:37,88 | 1294  | 1.    | 5281        | 4.       |
| Fábián László                              | Egyéni      | 1:49,71  | 876      | 45.      | 48–16    | 1051  | 1.    | 3:16,35 | 1304  | 8.    | 185      | 802      | 53.      | 13:19,24 | 1168  | 17.   | 5201        | 7.       |
| Martinek János Mizsér Attila Fábián László | Csapat      |          | 2952     | 5.       |          | 2888  | 1.    |         | 3764  | 4.    |          | 2604     | 14.      |          | 3678  | 1.    | 15886       |          |

## Sportlövészet
Férfi
| Versenyző         | Versenyszám           | Selejtező | Selejtező | Döntő   | Döntő    |
| Versenyző         | Versenyszám           | Pont      | Helyezés  | Pont    | Helyezés |
| ----------------- | --------------------- | --------- | --------- | ------- | -------- |
| Kovács Zoltán     | Gyorstüzelő pisztoly  | 594       | 6.        | 693     |          |
| Balogh László     | Gyorstüzelő pisztoly  | 591       | 9.        | kiesett | kiesett  |
| Tóth Tamás        | Légpisztoly           | 572       | 31.       | kiesett | kiesett  |
| Papanitz Zoltán   | Légpisztoly           | 567       | 38.       | kiesett | kiesett  |
| Papanitz Zoltán   | Szabadpisztoly        | 559       | 10.       | kiesett | kiesett  |
| Karácsony Gyula   | Szabadpisztoly        | 564       | 4.        | 654     | 6.       |
| Gáspár Olivér     | Légpuska              | 590       | 9.        | kiesett | kiesett  |
| Záhonyi Attila    | Légpuska              | 591       | 4.        | 691,4   | 6.       |
| Záhonyi Attila    | Sportpuska, fekvő     | 597       | 5.        | 701,9   |          |
| Záhonyi Attila    | Sportpuska, összetett | 1170      | 11.       | kiesett | kiesett  |
| Bereczky Sándor   | Sportpuska, összetett | 1160      | 32.       | kiesett | kiesett  |
| Bereczky Sándor   | Sportpuska, fekvő     | 589       | 45.       | kiesett | kiesett  |
| Doleschall András | Futócéllövészet       | 588       | 5.        | kiesett | kiesett  |
| Solti Attila      | Futócéllövészet       | 588       | 6.        | kiesett | kiesett  |

Női
| Versenyző        | Versenyszám           | Selejtező | Selejtező | Döntő   | Döntő    |
| Versenyző        | Versenyszám           | Pont      | Helyezés  | Pont    | Helyezés |
| ---------------- | --------------------- | --------- | --------- | ------- | -------- |
| Gönczi Annamária | Sportpisztoly         | 575       | 28.       | kiesett | kiesett  |
| Gönczi Annamária | Légpisztoly           | 377       | 16.       | kiesett | kiesett  |
| Ferencz Ágnes    | Légpisztoly           | 372       | 27.       | kiesett | kiesett  |
| Ferencz Ágnes    | Sportpisztoly         | 585       | 6.        | 685     | 5.       |
| Joó Éva          | Légpuska              | 392       | 11.       | kiesett | kiesett  |
| Joó Éva          | Sportpuska, összetett | 576       | 20.       | kiesett | kiesett  |
| Fórián Éva       | Sportpuska, összetett | 573       | 26.       | kiesett | kiesett  |
| Fórián Éva       | Légpuska              | 391       | 12.       | kiesett | kiesett  |

Nyílt
| Versenyző   | Versenyszám | Selejtező | Selejtező | Döntő   | Döntő    |
| Versenyző   | Versenyszám | Pont      | Helyezés  | Pont    | Helyezés |
| ----------- | ----------- | --------- | --------- | ------- | -------- |
| Bodó Zoltán | Trap        | 135       | 43.       | kiesett | kiesett  |

## Súlyemelés
| Versenyző       | Versenyszám | Szakítás | Szakítás | Lökés    | Lökés    | Összesen | Helyezés |
| Versenyző       | Versenyszám | Eredmény | Helyezés | Eredmény | Helyezés | Összesen | Helyezés |
| --------------- | ----------- | -------- | -------- | -------- | -------- | -------- | -------- |
| Oláh Béla       | 52 kg       | 107,5    | 7.       | 130,0    | 6.       | 237,5    | 7.       |
| Kerek István    | 67,5 kg     | 132,5    | 9.       | 170,0    | 7.       | 302,5    | 7.       |
| Csengeri Kálmán | 75 kg       | kizárták | kizárták | kizárták | kizárták | kizárták | kizárták |
| Messzi István   | 82,5 kg     | 170,0    | 1.       | 200,0    | 3.       | 370,0    |          |
| Barsi László    | 82,5 kg     | kizárták | kizárták | kiesett  | kiesett  | kiesett  | kiesett  |
| Buda Attila     | 90 kg       | 175,0    | 4.       | 185,0    | 10.      | 360,0    | 5.       |
| Balázsfi Zoltán | 90 kg       | 160,0    | 6.       | 185,0    | 10.      | 345,0    | 9.       |
| Bökfi János     | 100 kg      | 180,0    | 3.       | 212,5    | 7.       | 392,5    | 4.       |
| Szanyi Andor    | 100 kg      | kizárták | kizárták | kizárták | kizárták | kizárták | kizárták |
| Jacsó József    | 110 kg      | 190,0    | 2.       | 237,5    | 2.       | 427,5    |          |

## Tenisz
Férfi
| Versenyző                    | Versenyszám | 32-es főtábla                                                              | Nyolcaddöntő                                                               | Negyeddöntő       | Elődöntő          | Döntő             | Helyezés |
| Versenyző                    | Versenyszám | Ellenfél Eredmény                                                          | Ellenfél Eredmény                                                          | Ellenfél Eredmény | Ellenfél Eredmény | Ellenfél Eredmény | Helyezés |
| ---------------------------- | ----------- | -------------------------------------------------------------------------- | -------------------------------------------------------------------------- | ----------------- | ----------------- | ----------------- | -------- |
| Markovits László Köves Gábor | Páros       | Mexikó (MEX) · Alejandro Hernández · Oscar Ortíz · 3–6, 6–3, 6–7, 6–4, 6–4 | Egyesült Államok (USA) · Andre Agassi · MaliVai Washington · 4–6, 4–6, 4–6 | kiesett           | kiesett           | kiesett           | 9.       |

## Torna
Férfi
| Versenyző                                                                         | Versenyszám      | Selejtező | Selejtező | Döntő    | Döntő    |
| Versenyző                                                                         | Versenyszám      | Pontszám  | Helyezés  | Pontszám | Helyezés |
| --------------------------------------------------------------------------------- | ---------------- | --------- | --------- | -------- | -------- |
| Guczoghy György                                                                   | Talaj            | 19,55     | 19.       | kiesett  | kiesett  |
| Guczoghy György                                                                   | Ugrás            | 19,45     | 18.       | kiesett  | kiesett  |
| Guczoghy György                                                                   | Korlát           | 19,65     | 13.       | kiesett  | kiesett  |
| Guczoghy György                                                                   | Nyújtó           | 19,25     | 38.       | kiesett  | kiesett  |
| Guczoghy György                                                                   | Gyűrű            | 19,75     | 8.        | 9,875    | 8.       |
| Guczoghy György                                                                   | Lólengés         | 19,60     | 15.       | kiesett  | kiesett  |
| Guczoghy György                                                                   | Egyéni összetett | 117,25    | 13.       | 117,675  | 8.*      |
| Fajkusz Csaba                                                                     | Talaj            | 19,45     | 30.       | kiesett  | kiesett  |
| Fajkusz Csaba                                                                     | Ugrás            | 19,20     | 42.       | kiesett  | kiesett  |
| Fajkusz Csaba                                                                     | Korlát           | 19,40     | 39.       | kiesett  | kiesett  |
| Fajkusz Csaba                                                                     | Nyújtó           | 19,65     | 9.        | kiesett  | kiesett  |
| Fajkusz Csaba                                                                     | Gyűrű            | 19,55     | 21.       | kiesett  | kiesett  |
| Fajkusz Csaba                                                                     | Lólengés         | 19,50     | 22.       | kiesett  | kiesett  |
| Fajkusz Csaba                                                                     | Egyéni összetett | 116,75    | 21.       | 117,325  | 14.      |
| Horváth Zsolt                                                                     | Talaj            | 19,30     | 45.       | kiesett  | kiesett  |
| Horváth Zsolt                                                                     | Ugrás            | 19,35     | 26.       | kiesett  | kiesett  |
| Horváth Zsolt                                                                     | Korlát           | 19,35     | 44.       | kiesett  | kiesett  |
| Horváth Zsolt                                                                     | Nyújtó           | 19,25     | 38.       | kiesett  | kiesett  |
| Horváth Zsolt                                                                     | Gyűrű            | 19,40     | 34.       | kiesett  | kiesett  |
| Horváth Zsolt                                                                     | Lólengés         | 18,85     | 66.       | kiesett  | kiesett  |
| Horváth Zsolt                                                                     | Egyéni összetett | 115,50    | 41.       | 116,400  | 28.      |
| Borkai Zsolt                                                                      | Talaj            | 17,80     | 87.       | kiesett  | kiesett  |
| Borkai Zsolt                                                                      | Ugrás            | 19,35     | 26.       | kiesett  | kiesett  |
| Borkai Zsolt                                                                      | Korlát           | 19,65     | 13.       | kiesett  | kiesett  |
| Borkai Zsolt                                                                      | Nyújtó           | 19,45     | 24.       | kiesett  | kiesett  |
| Borkai Zsolt                                                                      | Gyűrű            | 19,25     | 48.       | kiesett  | kiesett  |
| Borkai Zsolt                                                                      | Lólengés         | 19,90     | 1.        | 9,950    | **       |
| Borkai Zsolt                                                                      | Egyéni összetett | 115,40    | 43.       | kiesett  | kiesett  |
| Paprika Jenő                                                                      | Talaj            | 19,10     | 61.       | kiesett  | kiesett  |
| Paprika Jenő                                                                      | Ugrás            | 19,25     | 39.       | kiesett  | kiesett  |
| Paprika Jenő                                                                      | Korlát           | 18,85     | 76.       | kiesett  | kiesett  |
| Paprika Jenő                                                                      | Nyújtó           | 19,10     | 52.       | kiesett  | kiesett  |
| Paprika Jenő                                                                      | Gyűrű            | 19,15     | 56.       | kiesett  | kiesett  |
| Paprika Jenő                                                                      | Lólengés         | 19,25     | 40.       | kiesett  | kiesett  |
| Paprika Jenő                                                                      | Egyéni összetett | 114,70    | 55.       | kiesett  | kiesett  |
| Tóth Balázs                                                                       | Talaj            | 18,75     | 79.       | kiesett  | kiesett  |
| Tóth Balázs                                                                       | Ugrás            | 9,70      | 89.       | kiesett  | kiesett  |
| Tóth Balázs                                                                       | Korlát           | 9,70      | 89.       | kiesett  | kiesett  |
| Tóth Balázs                                                                       | Nyújtó           | 19,55     | 15.       | kiesett  | kiesett  |
| Tóth Balázs                                                                       | Gyűrű            | 9,65      | 89.       | kiesett  | kiesett  |
| Tóth Balázs                                                                       | Lólengés         | 9,70      | 89.       | kiesett  | kiesett  |
| Tóth Balázs                                                                       | Egyéni összetett | 77,05     | 89.       | kiesett  | kiesett  |
| Guczoghy György Fajkusz Csaba Horváth Zsolt Borkai Zsolt Paprika Jenő Tóth Balázs | Csapat összetett |           |           | 582,30   | 6.       |

Női
| Versenyző                                                                          | Versenyszám      | Selejtező | Selejtező | Döntő    | Döntő    |
| Versenyző                                                                          | Versenyszám      | Pontszám  | Helyezés  | Pontszám | Helyezés |
| ---------------------------------------------------------------------------------- | ---------------- | --------- | --------- | -------- | -------- |
| Óváry Eszter                                                                       | Talaj            | 19,500    | 27.       | kiesett  | kiesett  |
| Óváry Eszter                                                                       | Ugrás            | 19,625    | 14.       | kiesett  | kiesett  |
| Óváry Eszter                                                                       | Felemás korlát   | 19,275    | 49.       | kiesett  | kiesett  |
| Óváry Eszter                                                                       | Gerenda          | 19,100    | 44.       | kiesett  | kiesett  |
| Óváry Eszter                                                                       | Egyéni összetett | 77,500    | 26.       | 77,675   | 19.      |
| Ladányi Andrea                                                                     | Talaj            | 19,325    | 41.       | kiesett  | kiesett  |
| Ladányi Andrea                                                                     | Ugrás            | 19,350    | 35.       | kiesett  | kiesett  |
| Ladányi Andrea                                                                     | Felemás korlát   | 19,550    | 19.       | kiesett  | kiesett  |
| Ladányi Andrea                                                                     | Gerenda          | 19,025    | 49.       | kiesett  | kiesett  |
| Ladányi Andrea                                                                     | Egyéni összetett | 77,250    | 35.       | 76,975   | 27.      |
| Csisztu Zsuzsa                                                                     | Talaj            | 18,950    | 66.       | kiesett  | kiesett  |
| Csisztu Zsuzsa                                                                     | Ugrás            | 19,325    | 38.       | kiesett  | kiesett  |
| Csisztu Zsuzsa                                                                     | Felemás korlát   | 19,400    | 36.       | kiesett  | kiesett  |
| Csisztu Zsuzsa                                                                     | Gerenda          | 19,100    | 44.       | kiesett  | kiesett  |
| Csisztu Zsuzsa                                                                     | Egyéni összetett | 76,775    | 47.       | kiesett  | kiesett  |
| Miskó Zsuzsa                                                                       | Talaj            | 18,950    | 66.       | kiesett  | kiesett  |
| Miskó Zsuzsa                                                                       | Ugrás            | 19,125    | 49.       | kiesett  | kiesett  |
| Miskó Zsuzsa                                                                       | Felemás korlát   | 19,175    | 55.       | kiesett  | kiesett  |
| Miskó Zsuzsa                                                                       | Gerenda          | 19,025    | 49.       | kiesett  | kiesett  |
| Miskó Zsuzsa                                                                       | Egyéni összetett | 76,275    | 56.       | kiesett  | kiesett  |
| Miskó Ágnes                                                                        | Talaj            | 9,650     | 85.       | kiesett  | kiesett  |
| Miskó Ágnes                                                                        | Ugrás            | 9,450     | 88.       | kiesett  | kiesett  |
| Miskó Ágnes                                                                        | Felemás korlát   | 9,600     | 87.       | kiesett  | kiesett  |
| Miskó Ágnes                                                                        | Gerenda          | 9,450     | 87.       | kiesett  | kiesett  |
| Miskó Ágnes                                                                        | Egyéni összetett | 38,150    | 87.       | kiesett  | kiesett  |
| Storczer Beáta                                                                     | Talaj            | 19,750    | 8.        | 19,675   | 5.       |
| Storczer Beáta                                                                     | Ugrás            | 19,450    | 27.       | kiesett  | kiesett  |
| Storczer Beáta                                                                     | Felemás korlát   | 18,750    | 77.       | kiesett  | kiesett  |
| Storczer Beáta                                                                     | Gerenda          | 19,300    | 27.       | kiesett  | kiesett  |
| Storczer Beáta                                                                     | Egyéni összetett | 77,250    | 35.       | 77,400   | 23.*     |
| Óváry Eszter Storczer Beáta Ladányi Andrea Csisztu Zsuzsa Miskó Zsuzsa Miskó Ágnes | Csapat összetett |           |           | 385,625  | 8.       |

* - egy másik versenyzővel azonos eredményt ért el

** - két másik versenyzővel azonos eredményt ért el

### Ritmikus gimnasztika
| Versenyző    | Versenyszám | Selejtező | Selejtező | Döntő  | Döntő    |
| Versenyző    | Versenyszám | Pont      | Hely.     | Pont   | Helyezés |
| ------------ | ----------- | --------- | --------- | ------ | -------- |
| Sinkó Andrea | Egyéni      | 39,05     | 5.        | 58,775 | 6.       |
| Érfalvy Nóra | Egyéni      | 38,45     | 20.       | 57,925 | 17.      |

## Úszás
Férfi
| Versenyző                                                       | Versenyszám            | Előfutam                                             | Előfutam | Előfutam | Döntő   | Döntő   | Döntő   | Helyezés |
| Versenyző                                                       | Versenyszám            | Idő                                                  | Hely.    | Össz.    | Típus   | Idő     | Hely.   | Helyezés |
| --------------------------------------------------------------- | ---------------------- | ---------------------------------------------------- | -------- | -------- | ------- | ------- | ------- | -------- |
| Bodor Mihály Richárd                                            | 100 m gyors            | 52,77                                                | 8.       | 42.      | kiesett | kiesett | kiesett | kiesett  |
| Szilágyi Zoltán                                                 | 200 m gyors            | 1:53,75                                              | 8.       | 34.      | kiesett | kiesett | kiesett | kiesett  |
| Szilágyi Zoltán                                                 | 400 m gyors            | 3:56,29                                              | 7.       | 18.      | B       | 3:56,00 | 8.      | 16.      |
| Kalaus Valter                                                   | 400 m gyors            | 3:53,44                                              | 4.       | 13.      | B       | 3:53,24 | 2.      | 10.      |
| Kalaus Valter                                                   | 1500 m gyors           | 15:23,01                                             | 1.       | 15.      | kiesett | kiesett | kiesett | kiesett  |
| Ágh Norbert                                                     | 1500 m gyors           | 15:52,80                                             | 5.       | 28.      | kiesett | kiesett | kiesett | kiesett  |
| Ágh Norbert                                                     | 200 m gyors            | 1:54,72                                              | 8.       | 37.      | kiesett | kiesett | kiesett | kiesett  |
| Deutsch Tamás                                                   | 100 m hát              | 58,65                                                | 5.       | 28.      | kiesett | kiesett | kiesett | kiesett  |
| Deutsch Tamás                                                   | 200 m hát              | 2:03,17                                              | 5.       | 10.      | B       | 2:04,42 | 6.      | 14.      |
| Güttler Károly                                                  | 100 m mell             | 1:02,80                                              | 3.       | 4.       | A       | 1:02,05 | 2.      |          |
| Debnár Tamás                                                    | 100 m mell             | 1:03,08 (holtverseny) (szétúszás: 1:03,05 → 1. hely) | 3.*      | 8.       | A       | 1:02,50 | 5.      | 5.       |
| Szabó Péter                                                     | 200 m mell             | 2:17,10                                              | 2.       | 7.       | A       | 2:17,12 | 8.      | 8.       |
| Szabó József                                                    | 200 m mell             | 2:14,97                                              | 2.       | 2.       | A       | 2:13,52 | 1.      |          |
| Szabó József                                                    | 200 m vegyes           | 2:09,08                                              | 7.       | 23.      | kiesett | kiesett | kiesett | kiesett  |
| Szabó József                                                    | 400 m vegyes           | 4:20,85                                              | 2.       | 5.       | A       | 4:18,15 | 4.      | 4.       |
| Darnyi Tamás                                                    | 400 m vegyes           | 4:16,55                                              | 1.       | 1.       | A       | 4:14,75 | 1.      |          |
| Darnyi Tamás                                                    | 200 m hát              | kizárták                                             | kizárták | kizárták | kiesett | kiesett | kiesett | kiesett  |
| Darnyi Tamás                                                    | 200 m vegyes           | 2:02,15                                              | 1.       | 1.       | A       | 2:00,17 | 1.      |          |
| Deutsch Tamás Güttler Károly Kalaus Valter Bodor Mihály Richárd | 4 × 100 m vegyes váltó | 3:52,24                                              | 5.       | 16.      | kiesett | kiesett | kiesett | kiesett  |

Női
| Versenyző           | Versenyszám | Előfutam | Előfutam | Előfutam | Döntő   | Döntő   | Döntő   | Helyezés |
| Versenyző           | Versenyszám | Idő      | Hely.    | Össz.    | Típus   | Idő     | Hely.   | Helyezés |
| ------------------- | ----------- | -------- | -------- | -------- | ------- | ------- | ------- | -------- |
| Csabai Judit        | 400 m gyors | 4:25,52  | 8.       | 29.      | kiesett | kiesett | kiesett | kiesett  |
| Csabai Judit        | 800 m gyors | 8:56,37  | 8.       | 23.      | kiesett | kiesett | kiesett | kiesett  |
| Egerszegi Krisztina | 100 m hát   | 1:02,09  | 2.       | 3.       | A       | 1:01,56 | 2.      |          |
| Egerszegi Krisztina | 200 m hát   | 2:11,01  | 1.       | 2.       | A       | 2:09,29 | 1.      |          |
| Csépe Gabriella     | 100 m mell  | 1:11,10  | 5.       | 13.      | B       | 1:11,24 | 6.      | 14.      |

## Vitorlázás
Férfi
| Versenyző               | Versenyszám    | Futam  | Futam  | Futam | Futam | Futam | Futam | Futam | Pontszám | Helyezés |
| Versenyző               | Versenyszám    | 1      | 2      | 3     | 4     | 5     | 6     | 7     | Pontszám | Helyezés |
| ----------------------- | -------------- | ------ | ------ | ----- | ----- | ----- | ----- | ----- | -------- | -------- |
| Székely Antal           | Finn dingi     | 18,0   | (26,0) | 21,0  | 19,0  | 24,0  | 24,0  | 17,0  | 123,0    | 18.      |
| Nyári Gyula Nyári Zsolt | 470-es osztály | (36,0) | 29,0   | 30,0  | 10,0  | 18,0  | 28,0  | 36,0  | 151,0    | 23.      |

## Vívás
Férfi
| Versenyző                                                                   | Versenyszám       | Selejtező | Selejtező | Selejtező | Selejtező | Selejtező | Selejtező | Főtábla                             | Főtábla                            | Főtábla                 | Vigaszág                     | Vigaszág                       | Vigaszág                     | Vigaszág                     | Negyeddöntő                         | Elődöntő                                 | Döntő                             | Helyezés |
| Versenyző                                                                   | Versenyszám       | 1. kör | 1. kör    | 2. kör | 2. kör    | 3. kör | 3. kör    | 1. kör                              | 2. kör                             | 3. kör                  | 1. kör                       | 2. kör                         | 3. kör                       | 4. kör                       | Negyeddöntő                         | Elődöntő                                 | Döntő                             | Helyezés |
| Versenyző                                                                   | Versenyszám       | Ellenfél Eredmény | Hely.     | Ellenfél Eredmény | Hely.     | Ellenfél Eredmény | Hely.     | Ellenfél Eredmény                   | Ellenfél Eredmény                  | Ellenfél Eredmény       | Ellenfél Eredmény            | Ellenfél Eredmény              | Ellenfél Eredmény            | Ellenfél Eredmény            | Ellenfél Eredmény                   | Ellenfél Eredmény                        | Ellenfél Eredmény                 | Helyezés |
| --------------------------------------------------------------------------- | ----------------- | --- | --------- | --- | --------- | --- | --------- | ----------------------------------- | ---------------------------------- | ----------------------- | ---------------------------- | ------------------------------ | ---------------------------- | ---------------------------- | ----------------------------------- | ---------------------------------------- | --------------------------------- | -------- |
| Érsek Zsolt                                                                 | Tőr, egyéni       | 4. csoport · Thomas Åkerberg (SWE) · 5–1 · Umezava Kenicsi (JPN) · 5–2 · Peter Lewison (USA) · 5–1 · Ulrich Schreck (FRG) · 3–5                                                                                                   | 2.        | 3. csoport · Ulrich Schreck (FRG) · 3–5 · Umezava Kenicsi (JPN) · 5–4 · Liu Jün-hung (Liu Yunhong) (CHN) · 5–3 · Joachim Wendt (AUT) · 5–3 · Mauro Numa (ITA) · 5–3 | 1.        | 8. csoport · Sergio Turiace (ARG) · 5–3 · Donnie McKenzie (GBR) · 5–3 · Pierre Harper (GBR) · 5–0 · Csang Cse-cseng (Zhang Zhicheng) (CHN) · 5–0                                   | 1.        | Pierre Harper (GBR) · 10–5          | Peter Lewison (USA) · 10–7         | Udo Wagner (GDR) · 7–10 |                              |                                |                              | İlqar Məmmədov (URS) · 10–7  | Udo Wagner (GDR) · 5–10             | kiesett                                  | kiesett                           | 5.       |
| Gátai Róbert                                                                | Tőr, egyéni       | 8. csoport · Kanacu Josihiko (JPN) · 4–5 · Salman Mohamed Hussain (KUW) · 5–1 · Anatol Richter (AUT) · 5–0 · Andrés García (ESP) · 5–4 · Philippe Omnès (FRA) · 5–2                                                               | 2.        | 8. csoport · Marian Sypniewski (POL) · 2–5 · Ahmed Mohamed (EGY) · 5–2 · Lao Sao-pej (Lao Shaopei) (CHN) · 5–1 · Udo Wagner (GDR) · 5–3 · Eric Strand (SWE) · 5–4   | 1.        | 4. csoport · Jens Howe (GDR) · 3–5 · Patrick Groc (FRA) · 5–3 · Matthias Behr (FRG) · 5–3 · Emura Kódzsi (JPN) · 5–2                                                               | 1.        | Benoît Giasson (CAN) · 10–6         | Aljakszandr Ramanykov (URS) · 8–10 |                         |                              | Luc Rocheleau (CAN) · 10–1     | Peter Lewison (USA) · 8–10   | kiesett                      | kiesett                             | kiesett                                  | kiesett                           | 14.      |
| Szekeres Pál                                                                | Tőr, egyéni       | 9. csoport · Antônio Machado (BRA) · 4–5 · Cseng Ming-hsziang (Yan Wing-Shean) (TPE) · 5–1 · Kim Szungphjo (Kim Seung-Pyo) (KOR) · 5–3 · Borisz Koreckij (URS) · 5–3 · Donnie McKenzie (GBR) · 2–5 ·                              | 3.        | 1. csoport · Jens Howe (GDR) · 4–5 · Stephen Angers (CAN) · 5–3 · Benoît Giasson (CAN) · 5–1 · Jesús Esperanza (ESP) · 5–3 · Aljakszandr Ramanykov (URS) · 4–5      | 2.        | 3. csoport · Abdel Monem El-Husseini (EGY) · 5–0 · Matthias Gey (FRG) · 5–1 · Udo Wagner (GDR) · 3–5 · Stefano Cerioni (ITA) · 1–5                                                 | 3.        | Jens Howe (GDR) · 8–10              |                                    |                         | Stefano Cerioni (ITA) · 4–10 | kiesett                        | kiesett                      | kiesett                      | kiesett                             | kiesett                                  | kiesett                           | 28.      |
| Kolczonay Ernő                                                              | Párbajtőr, egyéni | 7. csoport · Joaquin Pinto (COL) · 4–5 · Manuel Pereira (ESP) · 5–4 · Thomas Gerull (FRG) · 5–4 · Jerri Bergström (SWE) · 5–5 ·                                                                                                   | 3.        | 11. csoport · Mihajlo Tisko (URS) · 4–5 · Chan Khaj-száng (Chan Kai Sang) (HKG) · 5–4 · Roberto Lazzarini (BRA) · 5–1 · Jerri Bergström (SWE) · 5–0 ·               | 1.        | 8. csoport · Mohamed Al-Hamar (KUW) · 5–2 · Juan Miguel Paz (COL) · 5–3 · Sandro Cuomo (ITA) · 1–5 · Arwin Kardolus (NED) · 4–5 · Philippe Riboud (FRA) · 3–5                      | 4.        | Mihajlo Tisko (URS) · 10–9          | Jerri Bergström (SWE) · 6–10       |                         |                              | Jean-Michel Henry (FRA) · 10–8 | Stéphane Ganeff (NED) · 10–9 | Philippe Riboud (FRA) · 6–10 | kiesett                             | kiesett                                  | kiesett                           | 10.      |
| Székely Zoltán                                                              | Párbajtőr, egyéni | 1. csoport · Zahi El-Khoury (LIB) · 5–2 · Younes Al-Mashmoum (KUW) · 5–3 · Stephen Trevor (USA) · 5–4 · Angelo Mazzoni (ITA) · 4–5 ·                                                                                              | 2.        | 9. csoport · Uwe Proske (GDR) · 4–5 · Lars Winter (FIN) · 5–3 · Péter Vánky (SWE) · 5–2 · Rob Stull (USA) · 5–2 ·                                                   | 1.        | 6. csoport · Axel Birnbaum (AUT) · 5–2 · Rafael di Tella (ARG) · 5–4 · Michel Poffet (SUI) · 5–3 · I Szanggi (Lee Sang-gi) (KOR) · 4–5 · Arnd Schmitt (FRG) · 2–5                  | 3.        | Vlagyimir Reznyicsenko (URS) · 5–10 |                                    |                         | Antônio Machado (BRA) · 10–5 | Sandro Cuomo (ITA) · 9–10      | kiesett                      | kiesett                      | kiesett                             | kiesett                                  | kiesett                           | 20.      |
| Pásztor Szabolcs                                                            | Párbajtőr, egyéni | 8. csoport · Juan Miguel Paz (COL) · 4–5 · Jean-Marc Chouinard (CAN) · 5–4 · Cseng Csao-kang (Zheng Zhaokang) (CHN) · 5–3 · Péter Vánky (SWE) · 5–2 ·                                                                             | 1.        | 7. csoport · Robert Davidson (AUS) · 5–4 · Joaquin Pinto (COL) · 5–1 · I Szanggi (Lee Sang-gi) (KOR) · 5–4 · Éric Srecki (FRA) · 2–5 ·                              | 2.        | 4. csoport · André Kuhn (SUI) · 5–3 · Johannes Nagele (AUT) · 5–5 · Alexander Pusch (FRG) · 4–5 · Stefano Pantano (ITA) · 5–5 · Andrej Suvalov (URS) · 4–5                         | 5.        | kiesett                             | kiesett                            | kiesett                 | kiesett                      | kiesett                        | kiesett                      | kiesett                      | kiesett                             | kiesett                                  | kiesett                           | 36.      |
| Nébald György                                                               | Kard, egyéni      | 4. csoport · Pedro Bleyer (BOL) · 5–3 · Kim Szanguk (Kim Sang-Uk) (KOR) · 5–1 · Antonio García (ESP) · 5–3 · Peter Westbrook (USA) · 5–3 · Janusz Olech (POL) · 5–1 · Andrej Alsan (URS) · 2–5                                    | 2.        | 6. csoport · Wulfe Balk (CAN) · 5–0 · Steve Mormando (USA) · 5–3 · Giovanni Scalzo (ITA) · 5–4 · Hriszto Etropolszki (BUL) · 5–3 ·                                  | 1.        | 3. csoport · Jürgen Nolte (FRG) · 3–5 · Cseng Csao-kang (Zheng Zhaokang) (CHN) · 5–1 · Szergej Mingyirgaszov (URS) · 5–3 · Philippe Delrieu (FRA) · 5–1 · Janusz Olech (POL) · 2–5 | 2.        | Tadeusz Piguła (POL) · 10–5         | Pierre Guichot (FRA) · 10–5        |                         |                              |                                |                              |                              | Giovanni Scalzo (ITA) · 8–10        | kiesett                                  | kiesett                           | 5.       |
| Gedővári Imre                                                               | Kard, egyéni      | 3. csoport · Percival Alger (PHI) · 5–0 · Mark Slade (GBR) · 5–0 · Csia Kuj-hua (Jia Guihua) (CHN) · 5–1 · Jean-Paul Banos (CAN) · 5–2 · Philippe Delrieu (FRA) · 5–3 · Vaszil Etropolszki (BUL) · 1–5                            | 2.        | 5. csoport · Robert Kościelniakowski (POL) · 3–5 · Csia Kuj-hua (Jia Guihua) (CHN) · 5–1 · Peter Westbrook (USA) · 5–2 · Heorhij Pohoszov (URS) · 3–5 ·             | 2.        | 4. csoport · Hriszto Etropolszki (BUL) · 3–5 · Peter Westbrook (USA) · 5–4 · Tadeusz Piguła (POL) · 5–3 · Heorhij Pohoszov (URS) · 5–2 · Marco Marin (ITA) · 5–4                   | 1.        | Felix Becker (FRG) · 6–10           |                                    |                         | Giovanni Scalzo (ITA) · 8–10 | kiesett                        |                              |                              | kiesett                             | kiesett                                  | kiesett                           | 15.      |
| Bujdosó Imre                                                                | Kard, egyéni      | 1. csoport · Cseng Ming-hsziang (Yan Wing-Shean) (TPE) · 5–2 · Nikolaj Marincseski (BUL) · 5–1 · Stephan Thönnessen (FRG) · 5–2 · Vang Cse-ming (Wang Zhiming) (CHN) · 5–4 · Steve Mormando (USA) · 5–2 · Marco Marin (ITA) · 5–2 | 1.        | 2. csoport · Vang Cse-ming (Wang Zhiming) (CHN) · 5–2 · Stephan Thönnessen (FRG) · 5–2 · Janusz Olech (POL) · 5–4 · Gianfranco Dalla Barba (ITA) · 3–5 ·            | 3.        | 1. csoport · Jean-Paul Banos (CAN) · 5–3 · Andrej Alsan (URS) · 5–3 · Giovanni Scalzo (ITA) · 3–5 · Felix Becker (FRG) · 3–5 · Pierre Guichot (FRA) · 4–5                          | 5.        | kiesett                             | kiesett                            |                         | kiesett                      | kiesett                        |                              |                              | kiesett                             | kiesett                                  | kiesett                           | 19.      |
| Érsek Zsolt Szekeres Pál Szelei István Busa István Gátai Róbert             | Tőr, csapat       | 4. csoport · Olaszország (ITA) · 6–9 · Dél-Korea (KOR) · 9–6 · Japán (JPN) · 9–5 · | 2.        | |           | |           |                                     |                                    |                         |                              |                                |                              |                              | Franciaország (FRA) · 9–4           | Szovjetunió (URS) · 8–8                  | Bronzmérkőzés · NDK (GDR) · 9–5   |          |
| Fábián László Hegedűs Ferenc Kolczonay Ernő Pásztor Szabolcs Székely Zoltán | Párbajtőr, csapat | 6. csoport · Svédország (SWE) · 9–3 · Bahrein (BRN) · 9–1 | 1.        | |           | |           | Egyesült Államok (USA) · 9–3        |                                    |                         |                              |                                |                              |                              | Franciaország (FRA) · 7–8           | Az 5–8. helyért · Svédország (SWE) · 8–5 | Az 5. helyért · Svájc (SUI) · 4–8 | 6.       |
| Nébald György Szabó Bence Bujdosó Imre Gedővári Imre Csongrádi László       | Kard, csapat      | 1. csoport · Franciaország (FRA) · 9–4 · Bulgária (BUL) · 9–2 | 1.        | |           | |           |                                     |                                    |                         |                              |                                |                              |                              | Lengyelország (POL) · 8 (60)–8 (57) | Olaszország (ITA) · 9–5                  | Szovjetunió (URS) · 8 (67)–8 (64) |          |

Női
| Versenyző                                                               | Versenyszám | Selejtező | Selejtező | Selejtező | Selejtező | Selejtező | Selejtező | Főtábla                                  | Főtábla                                 | Vigaszág                                 | Vigaszág                     | Negyeddöntő                    | Elődöntő                         | Döntő                                             | Helyezés |
| Versenyző                                                               | Versenyszám | 1. kör | 1. kör    | 2. kör | 2. kör    | 3. kör | 3. kör    | 1. kör                                   | 2. kör                                  | 1. kör                                   | 2. kör                       | Negyeddöntő                    | Elődöntő                         | Döntő                                             | Helyezés |
| Versenyző                                                               | Versenyszám | Ellenfél Eredmény | Hely.     | Ellenfél Eredmény | Hely.     | Ellenfél Eredmény | Hely.     | Ellenfél Eredmény                        | Ellenfél Eredmény                       | Ellenfél Eredmény                        | Ellenfél Eredmény            | Ellenfél Eredmény              | Ellenfél Eredmény                | Ellenfél Eredmény                                 | Helyezés |
| ----------------------------------------------------------------------- | ----------- | --- | --------- | --- | --------- | --- | --------- | ---------------------------------------- | --------------------------------------- | ---------------------------------------- | ---------------------------- | ------------------------------ | -------------------------------- | ------------------------------------------------- | -------- |
| Jánosi Zsuzsa                                                           | Tőr, egyéni | 2. csoport · Andrea Chaplin (AUS) · 5–1 · Linda Ann Martin (GBR) · 5–2 · Sharon Monplaisir (USA) · 5–3 · Laurence Modaine-Cessac (FRA) · 4–5  | 2.        | 3. csoport · Sharon Monplaisir (USA) · 4–5 · Linda Ann Martin (GBR) · 5–2 · Sin Szongdzsa (Sin Seong-Ja) (KOR) · 5–4 · Dorina Vaccaroni (ITA) · 5–2 · Tatyjana Szadovszkaja (URS) · 3–5 | 3.        | 3. csoport · Anna Sobczak (POL) · 5–4 · Reka Zsofia Lazăr-Szabo (ROU) · 5–1 · Tatyjana Szadovszkaja (URS) · 5–2 · Anja Fichtel-Mauritz (FRG) · 1–5 · Margherita Zalaffi (ITA) · 1–5          | 4.        | Sin Szongdzsa (Sin Seong-Ja) (KOR) · 8–3 | Zita-Eva Funkenhauser (FRG) · 4–8       |                                          | Dorina Vaccaroni (ITA) · 8–3 | Jelena Glikina (URS) · 8–4     | Anja Fichtel-Mauritz (FRG) · 5–8 | Bronzmérkőzés · Zita-Eva Funkenhauser (FRG) · 7–8 | 4.       |
| Stefanek Gertrúd                                                        | Tőr, egyéni | 7. csoport · Jolanta Królikowska (POL) · 4–5 · Madeleine Philion (CAN) · 4–5 · Morikava Akemi (JPN) · 5–2 · Margherita Zalaffi (ITA) · 5–2    | 2.        | 4. csoport · Liz Thurley (GBR) · 0–5 · Csu Csing-jüan (Zhu Qingyuan) (CHN) · 5–3 · Jacynthe Poirier (CAN) · 5–0 · Fiona McIntosh (GBR) · 5–4 · Caitlin Bilodeaux (USA) · 5–2            | 2.        | 4. csoport · Liz Thurley (GBR) · 3–5 · Isabelle Spennato (FRA) · 5–3 · Jolanta Królikowska (POL) · 5–4 · Zita-Eva Funkenhauser (FRG) · 5–3 · Caitlin Bilodeaux (USA) · 5–4                   | 1.        | Sabine Bau (FRG) · 8–7                   | Szun Hung-jün (Sun Hongyun) (CHN) · 8–5 |                                          |                              | Sabine Bau (FRG) · 6–8         | kiesett                          | kiesett                                           | 6.       |
| Kovács Edit                                                             | Tőr, egyéni | 1. csoport · Silvia Koeswandi (INA) · 5–0 · Brigitte Latrille-Gaudin (FRA) · 5–4 · Oka Tomoko (JPN) · 2–5 · Zita-Eva Funkenhauser (FRG) · 0–5 | 4.        | 5. csoport · Brigitte Latrille-Gaudin (FRA) · 4–5 · Agnieszka Dubrawska (POL) · 5–4 · Reka Zsofia Lazăr-Szabo (ROU) · 5–2 · Sabine Bau (FRG) · 1–5 · Margherita Zalaffi (ITA) · 4–5     | 4.        | 1. csoport · Oka Tomoko (JPN) · 3–5 · Elisabeta Guzganu-Tufan (ROU) · 5–3 · Thak Cshongim (Tak Jeong-Im) (KOR) · 5–3 · Olga Voscsakina (URS) · 4–5 · Szun Hung-jün (Sun Hongyun) (CHN) · 4–5 | 3.        | Margherita Zalaffi (ITA) · 5–8           |                                         | Thak Cshongim (Tak Jeong-Im) (KOR) · 7–8 | kiesett                      | kiesett                        | kiesett                          | kiesett                                           | 16.      |
| Jánosi Zsuzsa Stefanek Gertrúd Szőcs Zsuzsa Tuschák Katalin Kovács Edit | Tőr, csapat | 2. csoport · Dél-Korea (KOR) · 9–4 · Kanada (CAN) · 8–6                                                                                       | 1.        | |           | |           |                                          |                                         |                                          |                              | Egyesült Államok (USA) · 9–5 · | Olaszország (ITA) · 3–9 ·        | Bronzmérkőzés · Szovjetunió (URS) · 9–2 ·         |          |

## Vízilabda
| Magyar férfi vízilabdacsapat-játékoskeret                                                                       | Magyar férfi vízilabdacsapat-játékoskeret                                              |
| --- | -------------------------------------------------------------------------------------- |
| - Kuna Péter - Bujka Gábor - Schmiedt Gábor - Petőváry Zsolt - Pintér István - Keszthelyi Tibor - Vincze Balázs | - Mohi Zoltán - Pardi Tibor - Tóth László - Gyöngyösi András - Kósz Zoltán - Tóth Imre |

### Eredmények
Csoportkör
B csoport
| Csapat                 | M | Gy | D | V | G+ | G– | Gk  | P |
| ---------------------- | - | -- | - | - | -- | -- | --- | - |
| Egyesült Államok (USA) | 5 | 4  | 0 | 1 | 56 | 40 | +16 | 8 |
| Jugoszlávia (YUG)      | 5 | 4  | 0 | 1 | 60 | 38 | +22 | 8 |
| Spanyolország (ESP)    | 5 | 3  | 1 | 1 | 48 | 38 | +10 | 7 |
| Magyarország (HUN)     | 5 | 2  | 1 | 2 | 50 | 43 | +7  | 5 |
| Görögország (GRE)      | 5 | 1  | 0 | 4 | 45 | 66 | –21 | 2 |
| Kína (CHN)             | 5 | 0  | 0 | 5 | 34 | 68 | –34 | 0 |

| 1988. szeptember 21. 09:00 | Magyarország (HUN)   | 12–10 | Görögország (GRE) |  |
| 1988. szeptember 21. 09:00 | (5–1, 2–3, 3–2, 2–4) |       |                   |  |
| 1988. szeptember 21. 09:00 |                      |       |                   |  |

| 1988. szeptember 22. 11:30 | Magyarország (HUN)   | 9–10 | Jugoszlávia (YUG) |  |
| 1988. szeptember 22. 11:30 | (1–3, 3–1, 1–4, 4–2) |      |                   |  |
| 1988. szeptember 22. 11:30 |                      |      |                   |  |

| 1988. szeptember 23. 11:30 | Magyarország (HUN)   | 6–6 | Spanyolország (ESP) |  |
| 1988. szeptember 23. 11:30 | (0–3, 3–1, 2–1, 1–1) |     |                     |  |
| 1988. szeptember 23. 11:30 |                      |     |                     |  |

| 1988. szeptember 26. 15:15 | Magyarország (HUN)   | 14–7 | Kína (CHN) |  |
| 1988. szeptember 26. 15:15 | (4–2, 3–0, 4–2, 3–3) |      |            |  |
| 1988. szeptember 26. 15:15 |                      |      |            |  |

| 1988. szeptember 27. 15:15 | Egyesült Államok (USA) | 10–9 | Magyarország (HUN) |  |
| 1988. szeptember 27. 15:15 | (2–1, 1–2, 2–3, 5–3)   |      |                    |  |
| 1988. szeptember 27. 15:15 |                        |      |                    |  |

Az 5–8. helyért
| Csapat              | M | Gy | D | V | G+ | G– | Gk | P |
| ------------------- | - | -- | - | - | -- | -- | -- | - |
| Magyarország (HUN)  | 3 | 1  | 2 | 0 | 28 | 20 | +8 | 4 |
| Spanyolország (ESP) | 3 | 1  | 1 | 1 | 24 | 23 | +1 | 3 |
| Olaszország (ITA)   | 3 | 1  | 1 | 1 | 25 | 25 | 0  | 3 |
| Ausztrália (AUS)    | 3 | 1  | 0 | 2 | 18 | 27 | –9 | 2 |

| 1988. szeptember 30. 11:30 | Olaszország (ITA)    | 9–9 | Magyarország (HUN) |  |
| 1988. szeptember 30. 11:30 | (2–1, 1–2, 2–4, 4–2) |     |                    |  |
| 1988. szeptember 30. 11:30 |                      |     |                    |  |

| 1988. október 1. 11:30 | Ausztrália (AUS)     | 5–13 | Magyarország (HUN) |  |
| 1988. október 1. 11:30 | (2–2, 1–3, 1–3, 1–5) |      |                    |  |
| 1988. október 1. 11:30 |                      |      |                    |  |

| Csapat             | Helyezés |
| ------------------ | -------- |
| Magyarország (HUN) | 5.       |